# Villemontais
Villemontais is een gemeente in het Franse departement Loire (regio Auvergne-Rhône-Alpes) en telt 952 inwoners (2005). De plaats maakt deel uit van het arrondissement Roanne.

## Geografie
De oppervlakte van Villemontais bedraagt 12,7 km², de bevolkingsdichtheid is 75,0 inwoners per km².
De onderstaande kaart toont de ligging van Villemontais met de belangrijkste infrastructuur en aangrenzende gemeenten.

## Demografie
Onderstaande figuur toont het verloop van het inwonertal (bron: INSEE-tellingen).